# لوئیس دریفوس
لوئیس گوته دریفوس جونیور (۱۹۷۳–۱۸۸۹م) دیپلمات آمریکایی.
او به عنوان دیپلماتی با تجربه، در مقاطع مختلف به عنوان وزیرمختار و سفیر در افغانستان، ایران، سوئد، و ایسلند خدمت کرد. او بیش ۴۰ سال در خدمت وزارت امور خارجه ایالات متحده بود.

## مناصب سیاسی
در سال ۱۹۱۰م. از دانشگاه ییل فارغ‌التحصیل شد، و در سال ۱۹۱۱م. وارد وزارت خارجه شد.
در پست‌های مختلفی در برلین، پاریس، و آمریکای جنوبی، انجام وظیفه کرد، و در سال ۱۹۳۹م. به عنوان سفیر آمریکا در ایران معرفی شد.
به دلیل اتفاقی که برای غفار جلال علاء وزیرمختار ایران حادث می‌شود (در الکتون مریلند با سرعت بالا دستگیر می‌شود)، پلیس الکتون، مریلند، همراه با روزنامه‌ها، توهین‌هایی به مقامات ایران کردند، دولت ایران در مقابل وزیر خود را در اوایل سال ۱۹۳۶م. فراخواند. این حادثه باعث قطع شدن روابط دیپلماتیک شد، و تمام امور کنسولی تا سال ۱۹۳۹م. از طریق کاردار انجام می‌شد و در این وضعیت دریفوس نامزد سفارت در ایران شد.
دریفوس زمانی که در ایران بود گزارش اشغال ایران توسط انگلیس و شوروی را به وزارت امور خارجه کشور متبوعش گزارش می‌داد.
علاوه بر این دریفوس قبل و بعد از جمهوری شدن ایسلند به عنوان وزیرمختار در آن کشور خدمت کرد. و وزیر مختار آمریکا در سوئد پس از جنگ جهانی دوم بود.
او همچنین در سال‌های ۱۹۴۷ تا ۱۹۴۸ میلادی به عنوان رئیس سازمان بازرسی خدمات خارجی (پستی که بعداً تبدیل به بازرس کل وزارت امور خارجه شد) خدمت کرد، او به عنوان سفیر ایالات متحده بین سال‌های ۱۹۴۹ تا ۱۹۵۱ میلادی دوباره به افغانستان بازگشت.

## دوران بازنشستگی
پس از بازنشستگی از وزارت امور خارجه در سال ۱۹۵۱م. تا زمان مرگش در۱۹ مه ۱۹۷۳ در سانتا باربارا، کالیفرنیا زندگی کرد.